# Walter de Vries
Walter Timo de Vries (* 6. Juni 1965) ist ein niederländischer Geodät. Er ist seit 2015 Professor für Bodenordnung und Landentwicklung an der Technischen Universität München.

## Leben
De Vries studierte von 1983 bis 1988 Geodäsie an der Technischen Universität Delft. Er arbeitete in Entwicklungsländern im Bereich des Landmanagements, vorwiegend in Zusammenarbeit mit den nationalen Behörden und Hochschulen. Im Jahr 1989 wirkte er beispielsweise an einem Landgewinnungsprojekt in Indonesien mit. Ab 1992 arbeitete er für das Ausbildungs- und Forschungsinstitut der Vereinten Nationen in Genf, bis er 1994 als Programmdirektor für Geoinformations-Management-Programme ans International Institute for Geo-Information Science and Earth Observation wechselte, das später eine Fakultät der Universität Twente wurde. Von 2008 bis 2013 studierte de Vries Öffentliche Verwaltung an der Erasmus-Universität Rotterdam und promovierte anschließend. Im Jahr 2015 folgte schließlich der Ruf an die Technische Universität München, wo er die Professur für Bodenordnung und Landentwicklung erhielt.
Er ist Mitglied der Deutschen Geodätischen Kommission sowie der Bayerischen Akademie Ländlicher Raum und bekleidet des Weiteren die Funktion des Chefredakteurs der elektronischen Zeitschrift für Informationssysteme in Entwicklungsländern.
Der Schwerpunkt seiner Arbeit liegt im Bereich des Landmanagements und -verwaltung.
Walter de Vries ist verheiratet und hat zwei Kinder.

## Schriften (Auswahl)
- 2013: GeoICT uniformity in flexibility: analysis of the influence of geoICT coordination on the cooperation between public organisations with geoICT. Erasmus-Universität, Rotterdam, ISBN 978-90-6164-349-4 (Dissertation; englisch).